# Meike Krüger
Meike Krüger (* 13. April 1971 in Herford, Nordrhein-Westfalen) ist eine deutsche Journalistin, Fernsehmoderatorin und Autorin.

## Leben
Kurz nach dem Abitur begann Meike Krüger als freie Mitarbeiterin im Lokalsender Radio Herford. Später produzierte sie auch Beiträge für das WDR-Studio Bielefeld. Während des Studiums an der Ruhr-Universität Bochum arbeitete sie für verschiedene Radiostationen als freie Moderatorin und Autorin, zum Beispiel in Essen und Recklinghausen. Im Jahr 1998 folgte nach einem kurzen Praktikum im Sat.1 Landesstudio Nordrhein-Westfalen ein Volontariat. Von Beginn an stand sie als Moderatorin und Reporterin vor der Kamera. Sie produzierte Fernsehbeiträge für die Sendungen 17:30 live aus Dortmund, die Sat.1 Nachrichten und die Boulevardsendung BLITZ, später gestaltete sie die Regionalsendung als Chefin vom Dienst.
Seit 2003 ist sie das Gesicht der Sendung euromaxx – Leben und Kultur in Europa, zu sehen bei DW und Einsfestival. Sie moderiert im Wechsel mit Kristina Sterz. In Vertretung moderierte sie einige Folgen der Reisesendung Gute Reise TV bzw. Discover Germany, eine Kooperation von MDR und DW, in deutscher und englischer Sprache. Für den RBB-Dokumentarfilm Sub Berlin des Regisseurs Tillmann Künzel arbeitete sie als Autorin. Auf dem Portobello Filmfestival in London wurde der Film 2008 als „beste Musikdokumentation“ ausgezeichnet.
Außerdem moderiert Meike Krüger verschiedene Veranstaltungen, zum Beispiel die Film-Premieren der DW Dokumentationen Monumente der Klassik, oder Das Beethoven-Projekt. Seit 2008 moderiert sie im Rahmen des Beethovenfestes in Bonn das Public Viewing mit Live-Übertragungen der Konzerte aus der Beethovenhalle.
Meike Krüger lebt mit ihrer Familie in Berlin und ist Mutter von zwei Söhnen.